# Пјер Фредерик Сарус
Пјер Фредерик Сарус (фр. Pierre Frédéric Sarrus; Сент Африк, 10. март 1798 — Математика, 20. новембар 1861) био је француски математичар.
Сарус је био професор на Универзитету у Стразбуру, у Француској (1826 — 1856) и члан Академије наука у Паризу (1842). Аутор је неколико дела, укључујући оно на тему решавања нумеричких једначина са више непознатих (1842), једног о вишеструким интегралима и условима њихове интеграбилности и једног о одређивању орбита комета. Такође је открио мнемоничко правило за решавање детерминанте матрице облика 3-пута-3, назване Сарусова шема, која пружа метод решавања детерминанте матрице са три врсте и три колоне који је лак за памћење. Сарус је такође показао фундаменталну лему калкулуса варијација.
Сарусови бројеви су псеудопрости бројеви за базу 2.